# Jerzy Katlewicz
Jerzy Katlewicz né le 2 avril 1927 à Bochnia (voïvodie de Petite-Pologne) et mort le 16 novembre 2015 à Cracovie (voïvodie de Petite-Pologne), est un chef d'orchestre et compositeur polonais.

## Biographie
Il remporte en 1955 la 5e édition du Festival international de musique de Besançon Franche-Comté.

## Parcours
- de 1952-1957, il dirige l'opéra musical et la philharmonie de Cracovie.
- de 1958 à 1961, il est directeur artistique de la philharmonie de Poznań.
- de 1961 à 1968, il est directeur national du Filharmonia Bałtycka (pl) à Gdańsk.
- de 1968 à 1981, il dirige la philharmonie de Cracovie et dirigera l'orchestre symphonique et chœurs PRiTV  de Cracovie.
- de 1979 à 1982 directeur artistique du Noordhollands Philharmonisch Orkest (nl),

## Discographie
- 1976 Canticum Canticorum Salomonis / Strophes / Cantata (LP), Polskie Nagrania Muza
- 1980 III Symfonia Pieśni Żałosnych Na Sopran I Orkiestrę Op. 36 (symphonie n° 3, la symphonie des chants plantifs pour soprano et orchestre, op. 36), 3 versions ; Polskie Nagrania Muza

1. 1980 III Symfonia Pieśni Żałosnych Na Sopran I Orkiestrę Op. 36 (symphonie n° 3, la symphonie des chants plantifs pour soprano et orchestre, op. 36), LP, album ; Polskie Nagrania Muza
2. 1993 III Symfonia - Symfonia Pieśni Żałosnych Na Sopran I Orkiestrę Op. 36 (cassette, album, RE), Polskie Nagrania Muza
3. 1993 Symphony No. 3 / Symfonia Pieśni Żałosnych Na Sopran I Orkiestrę Op.36 (CD, album, RE), Polskie Nagrania Muza

- 1986  Mazurian Chronicles II / Musica Humana, (LP), Polskie Nagrania Muza
- Symphony No.3, Three Pieces In The Olden Style - Amen For Choir (CD, album)

## Récompense et distinctions
- 1993 -  le Pape Jean-Paul II lui accorde la croix Pro Ecclesia et Pontifice pour son œuvre de popularisation des musiques sacrées.
- 1993 - Croix de commandeur avec étoile de la Polonia Restituta
- 1999 - décoré de l'Ordre de Saint-Grégoire-le-Grand pour ses 50 ans d'activité